# SOB Re 456
De Re 456 is een elektrische locomotief bestemd voor het regionaal personenvervoer door de Südostbahn (SOB).

## Geschiedenis
De locomotief werd in de jaren 1980 ontworpen en gebouwd door Schweizerische Lokomotiv- und Maschinenfabrik (SLM) en Asea Brown Boveri (ABB) ter vervanging van oudere tractievoertuigen.

## Constructie en techniek
De locomotieven zijn opgebouwd met een lichtstalen frame. De locomotief is voorzien van GTO thyristors gestuurde Driefasige asynchrone motoren. De techniek werd ook gebruikt bij de in 1989 ontwikkelde en gebouwde locomotieven voor de Sihltal-Zürich-Uetliberg-Bahn (SZU) van het type Re 456, locomotieven voor de Südostbahn (SOB) van het type Re 456 en locomotieven voor de Regionalverkehr Mittelland (RM) van het type Re 456.

### Nummers
- Re 456 091 – 096 (1987), oorspronkelijk BT Re 4/4 91 – 96
- Re 456 142 – 143 (1993), sinds 2006 gehuurd van BLS AG

## Treindiensten
De treinen worden door de Südostbahn (SOB) ingezet op het traject:
- Voralpen-Express tussen Romanshorn en Luzern

Sinds 15 december 2013:
- Voralpen-Express tussen Sankt Gallen en Luzern

## Foto's

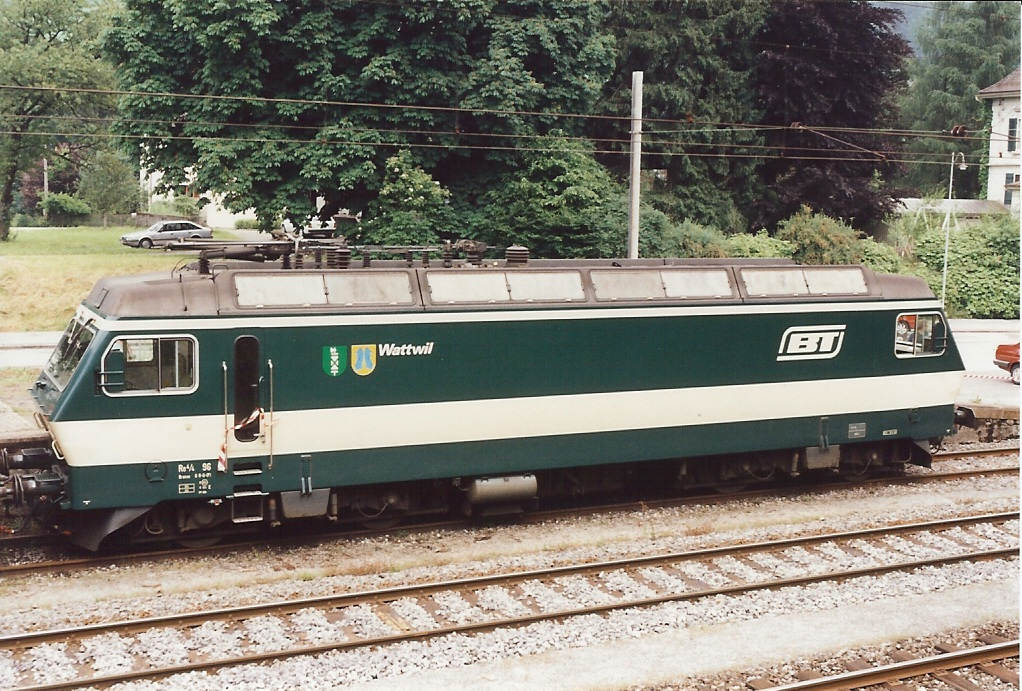
Re 4/4 96 van de BT in juni 1995 te Lichtensteig
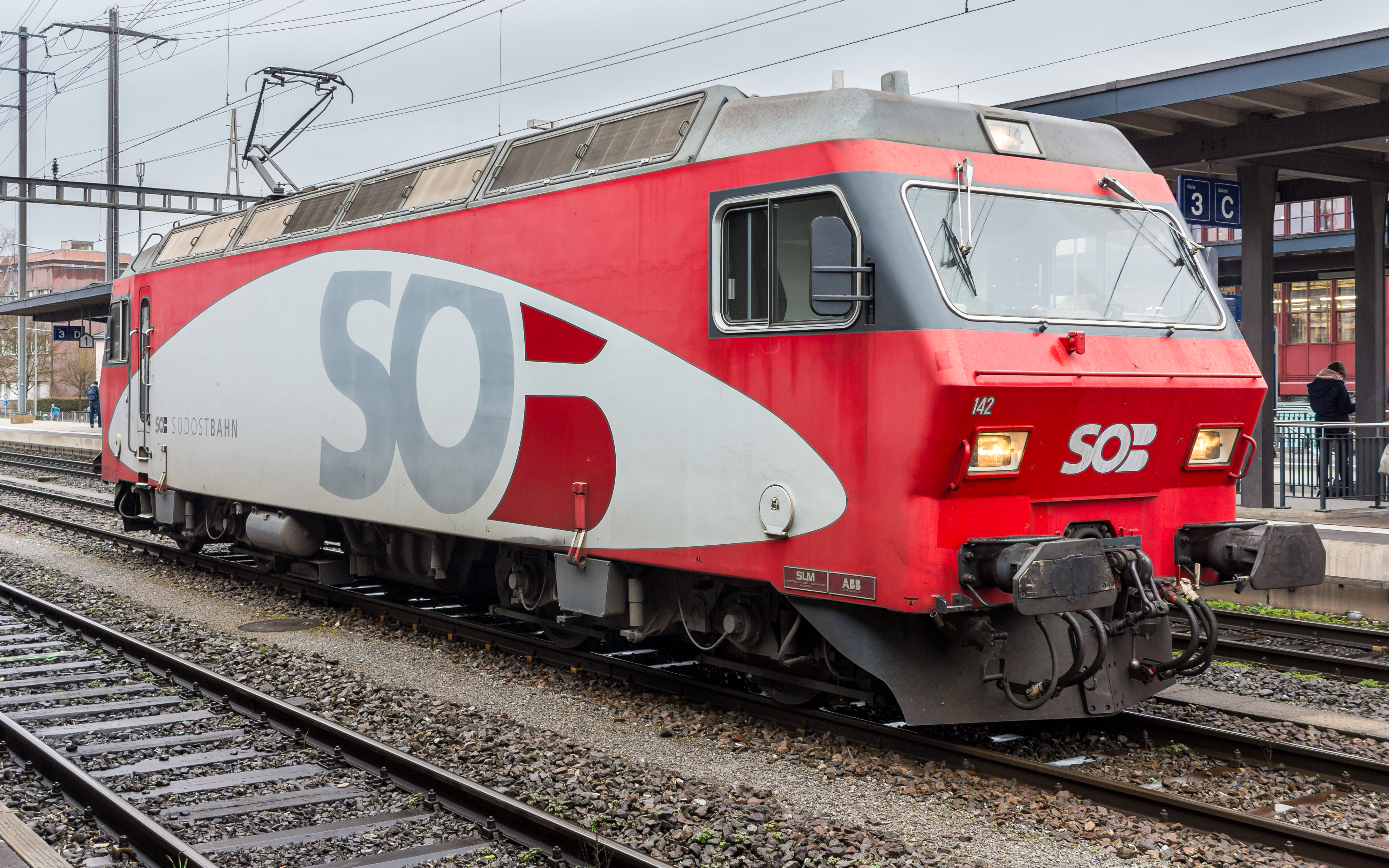
SOB Re 456 te Weinfelden

de voormalige spoorwegondernemingen Südostbahn (SOB) en Bodensee-Toggenburg-Bahn (BT)